# Лінія Кармана

Шари Атмосфери. (масштаб не збережено)

Лíнія Ка́рмана — висота над рівнем моря, яку умовно взято за межу між атмосферою Землі й космосом. Процес спуску природного чи штучного об'єкту нижче цієї лінії називається входженням в атмосферу.

## Визначення лінії
Відповідно до визначення ФАІ, лінія Кармана проходить на висоті 100 км над рівнем моря.

## Історія встановлення лінії
Назва походить від прізвища Теодора фон Кармана, американського науковця угорського походження. Він першим визначив, що приблизно на цій висоті атмосфера стає настільки розрідженою, що застосування авіації стає практично неможливим, оскільки швидкість літального апарата, яка потрібна для створення достатньої підіймальної сили, стає більшою від першої космічної швидкості. Тому, для досягнення більшої висоти слід користуватися засобами космонавтики.
Визначення лінії є умовним, оскільки чіткої межі, за якою закінчується атмосфера й починається космос, не існує. Так, зовнішня частина земної атмосфери, екзосфера, тягнеться до висоти 10 тис. км і більше, на такій висоті атмосфера складається в основному з атомів водню, здатних залишити атмосферу.
Наприкінці 2018 року Міжнародна авіаційна федерація запропонувала знизити лінію Кармана до 80 км.
Досягнення лінії Кармана було першою умовою для отримання призу Ansari X Prize, оскільки це є основою для визнання польоту космічним.